# Иога
Иога (Ега) — река в Архангельской области России, правый приток Емцы. Протекает по территории Холмогорского района. Длина реки составляет 27 км.

## География
Иога берёт начало около болота Великое и озера Великое, находящихся к юго-востоку от п. Пешемское и к востоку от д. Усть-Мехреньга (Селецкое сельское поселение), и впадает в Емцу выше куста деревень с названием Меландово (главная из них — Заполье), находящихся в Зачачьевском сельском поселении. Устье реки находится в 33 км по правому берегу Емцы.  Течение спокойное, русло извилистое. Река течёт по лесной (преобладающие виды - ель и берёза), ненаселённой местности. Общее направление течения реки — север. Река принимает несколько незначительных притоков (как правых, так и левых).

## Данные водного реестра
По данным государственного водного реестра России относится к Двинско-Печорскому бассейновому округу, водохозяйственный участок реки — Северная Двина от впадения реки Вага и до устья, без реки Пинега, речной подбассейн реки — Северная Двина ниже места слияния Вычегды и Малой Северной Двины. Речной бассейн реки — Северная Двина.
Код объекта в государственном водном реестре — 03020300412103000033959.

## Этимология
1. Версия первая, финно-угорская: йоги, йоки, йока — «река» (фин.-угор.); фин. joki, эстон. jogi, саам. jokka, мар. йогы — «течение», «поток», что соответствует венг. jo в гидронимах; морд.: ев, йов — «река»; хант.: гган — «река»; коми ю — «река»; саам. уменьшительная форма иокенч — «речка, доступная для лодки».